# Smålands runinskrifter 130
Smålands runinskrifter 130 är en vikingatida runsten av röd grovkornig granit som är rest vid Eksjö kyrka, Eksjö socken och Eksjö kommun. Runstenen är 2,07 meter hög och 1,30 meter bred och 0,4 meter tjock. Runhöjden är mellan 13 och 21 centimeter. Runslingan är ett rundjur, med mandelformigt öga, som biter sig i svansen. Stenen påträffades 1887 i samband med rivningen av Eksjö gamla kyrka. Stenen var då delad i två hälfter. Dessa murades in i den nya kyrkan men plockades sedan ut. Stenen lagades och restes 1943 vid den nya kyrkans södra vägg. Runstenens ursprungliga plats är okänd.

## Inskriften
Translitterering av runraden:
: (i)arbʀ : let : resa ... ...-fti : siba : broþur : sin : auk : br- : kiara : hla-ʀ--...--... sibi : ...r...
Normalisering till runsvenska:
Iarpʀ let ræisa ... [æ]ftiʀ Sibba, broður sinn, ok br[o] gæra ... Sibbi ...
Översättning till nusvenska:
Järp lät resa ... efter Sibbe, sin broder, och göra bro ... Sibbe ...